# Pharamond Blanchard

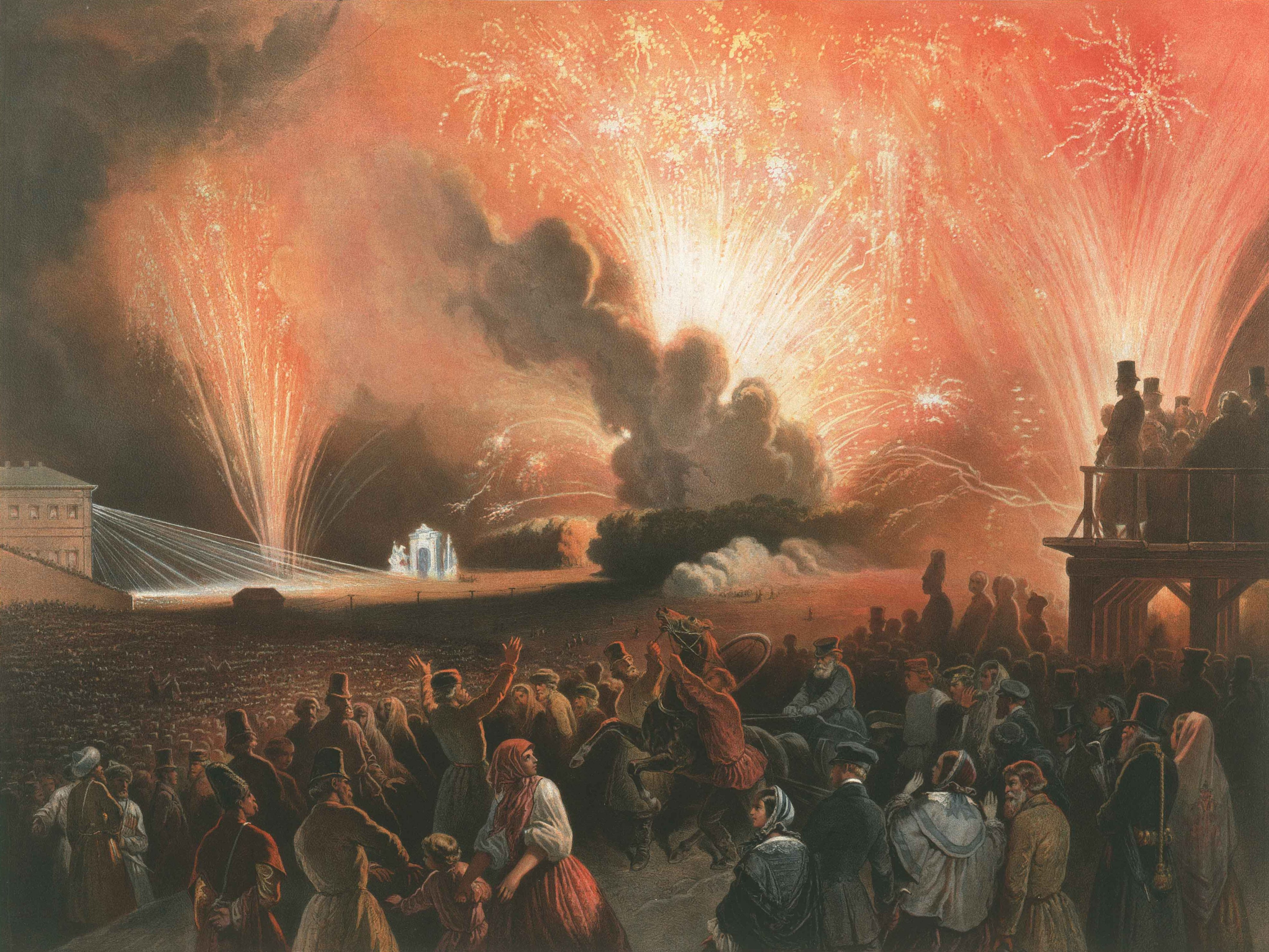
Pharamond Blanchard: Representación de los fuegos artificiales que se lanzaron en 1856 para festejar la coronación del Zar Alejandro II.

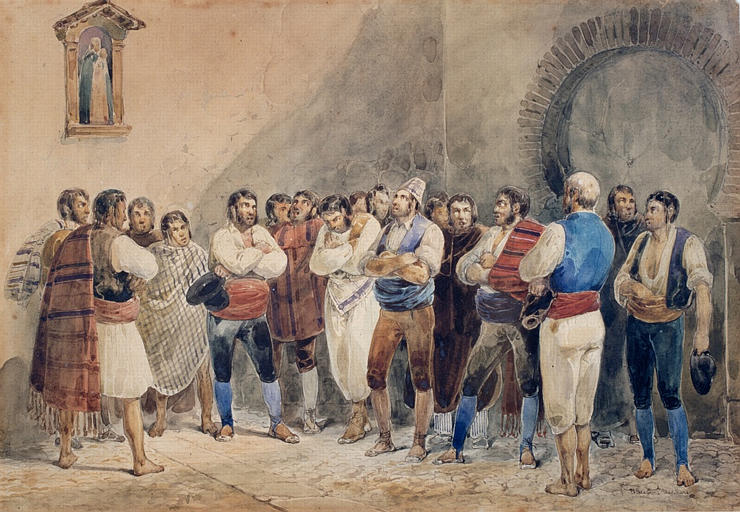
Pharamond Blanchard: Salve Regina de los prisioneros en una cárcel de Madrid.

Henri Pierre Léon Pharamond Blanchard fue un pintor, ilustrador y dibujante francés especializado en pintura de género e histórica. Nació en La Guillotière, Lyon, el 27 de febrero de 1805 y murió en París el 19 de diciembre de 1873. A lo largo de su vida realizó diferentes viajes por España, México, Rusia y el norte de África.

## Biografía
En 1819 inició su formación artística en la escuela de bellas artes de París y en los talleres del pintor Antoine-Jean Gros y del grabador Charles-Abraham Chasselat. En 1826 viajó a España, donde bajo la protección de la Infanta María Luisa, hermana de la reina Isabel II y esposa del Duque de Montpensier, participó en la decoración del Palacio de San Telmo en Sevilla y la residencia de la Infanta en Sanlúcar de Barrameda (Cádiz). Más adelante trabajó durante un tiempo como ilustrador para el libro Viaje pintoresco a España, Portugal y la costa de África del barón Isidore Taylor.
El 31 de agosto de 1838 partió hacia México acompañando a Francisco de Orleans, príncipe de Joinville, hijo del Rey de Francia y artista aficionado, para participar en la Primera Intervención Francesa en México que se conoce como Guerra de los Pasteles, dirigida por el almirante francés Charles Baudin. Tras realizar una escala en Cádiz, llegó a la ciudad de Veracruz que capituló poco después.
En 1852 realizó un nuevo viaje en el que visitó El Cairo, Beirut, Atenas y Constantinopla; publicó un libro sobre sus experiencias a la largo del recorrido en 1855.

## Honores
- Medalla de 3.ª clase en el Salón de París de 1836.[1]

## Museos
Su obra se encuentra expuesta en los siguientes museos:
- Museo de Compiègne.
- Museo de Amiens.
- Museo de Bellas Artes de Nantes.
- Museo Nacional de Arte de México.
- Museo del Prado de Madrid.
- Museo del Romanticismo de Madrid
- Museo de Historia de Madrid

## Colecciones públicas

### Obras sobre papel
- Tauromachie, 1835, quince acuarelas para el conde Demidov y la serie de doce litografías publicadas por Goupil en 1852. Madrid, Museo del Prado.
- Album de dessins sur l'expédition de San Juan de Ulua au Mexique, 1837 a 1839, château de Vincennes.
- Attaque dans la cour de Saint-Jean d'Ulla, 1839, château de Versailles
- Bal donné par M. le prince de Joinville à bord de la frégate « l'Iphigènie » à La Havane le 28 janvier 1839, 1840, château de Versailles
- Attaque de la Maison du Général Arista par M. le prince de Joinville, 1840, Achat du 19 février 1843, París, Musée national de la Marine.
- Salve Regina des prisonniers, dans une prison de Madrid, 1834, acuarela, Museo de Bellas Artes de Nantes.

### Pinturas

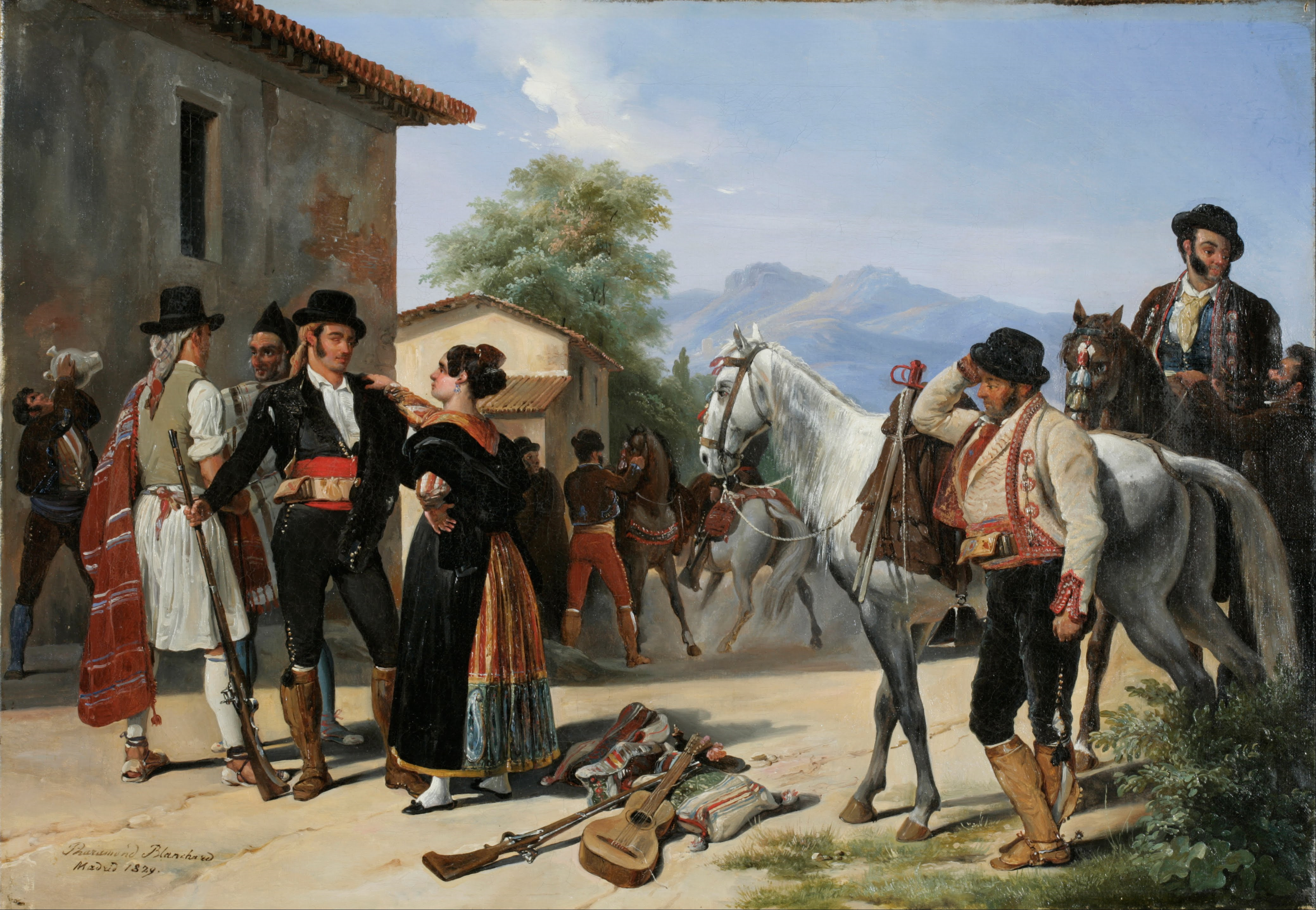
Los contrabandistas (1829) Museo del Romanticismo de Madrid.

- Los contrabandistas, 1829, Museu del Romanticismo de Madrid
- Assomption de la Vierge, 1835, Collégiale Notre-Dame de Vitry-le-François.
- L'Attaque de Veracruz le 5 décembre 1838, 1839, castillo de Versalles.
- La Créole de Saint-Jean d'Ulua, 1839, París, Museo nacional de la Marina.
- Célébration de la Fête de la Fédération le 14 juillet 1790, 1840, Museo de la Revolución francesa.
- Le Prince de Joinville débusque les défenseurs de la maison du général Arista, 1843, castillo de Versalles.
- Combat de la Veracruz le 5 décembre 1838, 1843, castillo de Versalles.
- Paul et Virginie, 1844, museo de bellas artes de La Nouvelle-Orléans.
- Célébration du mariage du Duc de Montpensier sur la Plaza Mayor de Madrid, 1846, Palacio de Orléans, Villamanrique de la Condesa (provincia de Sevilla).
- La Première Messe en Amérique, vers 1850, museo de bellas astes de Dijon.
- Napoléon III à Chatou en 1858, 1858, castillo de Compiègne.
- La Marche d'une division française sur Mexico. Arrivée à Plan del Rio, en 1864, Chalon-sur-Saône, museo Vivant-Denon.

## Ilustraciones

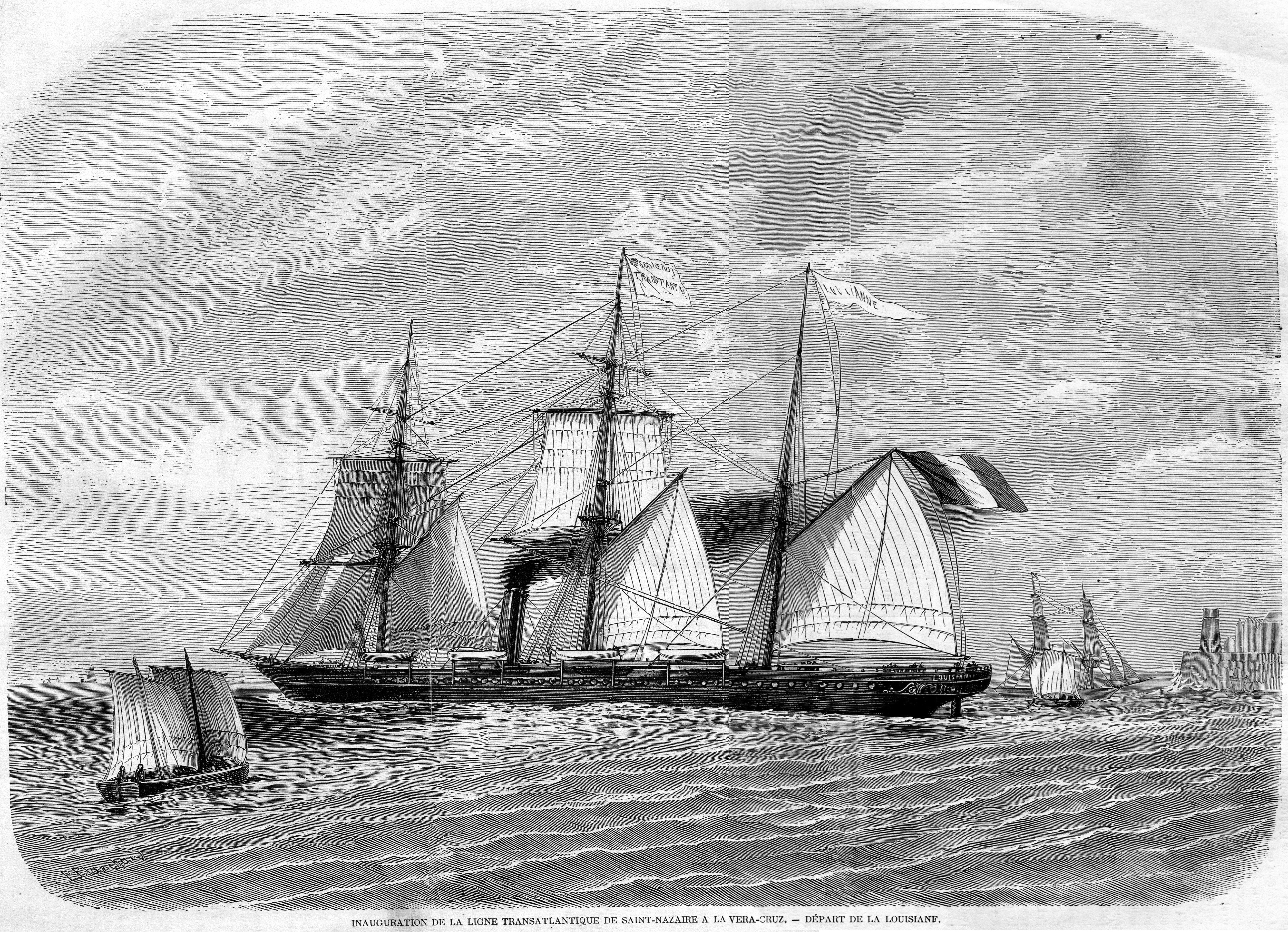
Inauguración de la línea trasatlántica desde Saint Nazaire a Veracruz. Partida del buque en La Luisiana. Grabado de 1861, para L'Illustration

- 1820-1840, « Le Camp du Drap d'Or », Picardie, volume III, p. 203 y « Histoire de Villers-Cotterets », Picardie, vol. II, p.134 en Voyages pittoresques et romantiques dans l'ancienne France.
- 1824, Quatre Vues des environs de Voreppe… dibujos y litografías para Pharamond Blanchard, precedidas de un mapa y un texto estadístico e histórico de A. G. Ballin
- 1838, « Histoire d'Amiens », a Voyage pittoresque et romantique dans l'ancienne France - Picardie Tome I, p.20, Histoire de Béziers, Languedoc vol. II, p.93.
- 1839, San Juan de Ulúa, ou Relation de l'expédition française au Mexique, con Adrien Dauzats (París, Gide). Dedicado a la expedición a México en 1838.
- 1846, « Chemin de fer de Paris à Bordeaux », en L'Illustration du samedi 28 mars 1846, pp.51-62, 41 grabados de Blanchard y Adrien Dauzats y 4 mapas. En el mismo número: Château de Chamarande à M. de Talaru, grabado sobre madera, p.53
- 1852, « Départ des Pêcheurs de Terre-Neuve à Dunkerque », en L'Illustration
- 1855, Itinéraire historique et descriptif de Paris à Constantinople, XIX, 474 p., In 18°, carte, París, Louis Hachette.
- 1857-1858, L'Illustration, artículo ilustrado sobre su viaje a Rusia.
- 1859, Journal de San Juan, voyage de Uluà ; Relation de l'expédition française au Mexique con Adrien Dauzats
- 1861, Tour du Monde, publicación de dos relatos de su viaje por Rusia. (V. Edouard Charton) y trabaja igualmente con La France maritime
- 1862, artículos y dibujos en Le Magasin pittoresque y en l'Illustration.
- 1865, L'Illustration, nuevo artículo ilustrado sobre su viaje a Rusia.
- 1871, dibujos de la Guadalupe y los Estados Unidos en l'Illustration
- 1873, dibujos de Brasil en Le Magasin pittoresque